# La Force de comprendre
Albums de Dubmatique
Dubmatique
(1999)
La Force de comprendre est le premier album du groupe de hip-hop québécois Dubmatique. 
Il est certifié disque platine et se vend à plus de 150 000 exemplaires. Après la sortie de l'album, Dubmatique est considéré comme le premier grand groupe hip-hop québécois et La force de comprendre est le plus gros vendeur de sa catégorie.

## Sortie
Grâce à plusieurs singles et vidéoclips, pour Soul Pleureur, La force de comprendre et Plus rien n’est pareil, ils atteignent le top du palmarès à la radio commerciale et dans les stations télévisées de vidéoclips. À la sortie de l’album, la critique est unanime sur la qualité des textes et de la production. On retrouve sur l’album des collaborations avec des grands rappeurs français, tels que Ménélik et 2 Bal. Dubmatique devient un des groupes les plus médiatisés.

## Réception
Au gala de l’Adisq, ils sont en nominations pour deux Prix Félix, soit dans les catégories « Groupe de l’année » et « Révélation de l’année ». Le groupe remporte le prix de l’« Album rock alternatif de l’année », la catégorie hip-hop n’existant pas à cette époque à l’Adisq. Le succès continue, jusqu’en 1998, où ils gagnent le Félix dans la catégorie du « Groupe de l’année », et des nominations dans les catégories « Spectacle de l’année » et « Meilleur vendeur ». Du côté du Canada anglophone, Dubmatique sont en nomination pour les Prix Juno dans la catégorie « Meilleur album vendeur francophone ». De plus, ils remportent un Muchmusic Video Awards pour le « Meilleur vidéoclip francophone ».

## Liste des pistes
| No  | Titre                                 | Durée |
| --- | ------------------------------------- | ----- |
| 1.  | Soul Pleureur                         |       |
| 2.  | Dire                                  |       |
| 3.  | Jamais Cesser D'y Croire              |       |
| 4.  | La Morale                             |       |
| 5.  | Authentiques (featuring 2 Bal)        |       |
| 6.  | Un Été À Montreal                     |       |
| 7.  | La Force De Comprendre                |       |
| 8.  | Voir Pour Le Croire                   |       |
| 9.  | Mère Afrique                          |       |
| 10. | Plus rien n'est pareil                |       |
| 11. | C'est De La Bombe (featuring Ménélik) |       |
| 12. | Montréal / Paris / Dakar              |       |

## Distinctions
- 1997 : Gala de l'Adisq : Prix Félix - Gagnant : Album de l'année - Rock alternatif (le Gala de l'Adisq n'avait pas encore de section Hip Hop)
- 1997 : Gala de l'Adisq : Prix Félix - Nomination :  Groupe de l'année
- 1997 : Gala de l'Adisq : Prix Félix - Nomination : Révélation de l'année
- 1998 : Gala de l'Adisq : Prix Félix - Gagnant : Groupe de l'année
- 1998 : Gala de l'Adisq : Prix Félix - Nomination :  Spectacle de l'année - Auteur-compositeur-interprète
- 1998 : Gala de l'Adisq : Prix Félix - Nomination : Album de l'année - Meilleur vendeur
- 1998 : Prix Juno - Nomination : Meilleur Album Vendeur Francophone
- 1998 : MuchMusic Video Awards - MuchMusic Video Awards - Gagnant : Meilleur vidéo-clip francophone